# Die Normannen kommen
Die Normannen kommen (Originaltitel: The War Lord) ist ein US-amerikanischer Ritterfilm aus dem Jahr 1965 mit Charlton Heston nach einem Bühnenstück von Leslie Stevens.

## Handlung
Ritter Crysagon de la Crou bekommt vom Herzog ein Lehen, um es vor den Friesen zu schützen. Er bekommt einen alten Wehrturm als Sitz, der als Burg dient. Im umgebenden Wald hängen heidnische Zeichen an einigen Bäumen, wie sich später herausstellt, ist es ein Baumkult.
Von einem Hügel aus beobachtet währenddessen ein Friesenjarl, wie seine Leute das Dorf des Lehens plündern. Als die Normannen die Friesen bemerken, greifen sie diese an. Crysagon erkennt den Jarl, einen alten Widersacher seiner Familie. Crysagon besiegt den Häuptling und verwundet ihn schwer. Doch die Friesen-Krieger können den Häuptling retten, bringen ihn auf eines ihrer Boote und flüchten. Die Friesen haben jedoch in der Hitze des Gefechts den Häuptlingssohn vergessen, der nun seine Häuptlingskette vergräbt und dann hervorkommt. Daraufhin wird er von dem zwergwüchsigen Volc, der die vergrabene Kette heimlich findet und behält, als Page genommen.
Crysagon nimmt dem Sohn des Dorfältesten eine erbeutete Streitaxt ab und fragt die Bauern nach dem vorigen Lehensträger, woraufhin er erfährt, dass dieser anscheinend tot ist. Jedoch sind seine Bauern begeistert, da sie auf besseren Schutz hoffen, andere wiederum sind misstrauisch. Der Priester wirbt um Verständnis für die Bauern, die trotz der Bekehrung zum Christentum noch viele ihrer heidnischen Bräuche beibehalten haben. Doch Draco, Crysagons Bruder, befürchtet, dass die Heiden den Priester bekehrt haben.
Als Crysagon den verwahrlosten Turm bezieht, ist das Tor ungeschützt und er findet einen Soldaten, sowie den ehemaligen Lehensherrn und eine Braut des Dorfes im Bett tot auf. Er lässt darauf das Bett verbrennen, in denen beide Tote lagen und den Burggraben von den Leibeigenen weiter ausheben, damit das Tor nicht mehr ganz so ungeschützt ist. Er sieht vom Turm in Richtung des zwei Tagesreisen entfernten Friesenlands und ist sich sicher, dass die Friesen wiederkommen werden. Sie verschleppten seinen Vater, raubten den Besitz und das übrige musste als Lösegeld gezahlt werden, sodass Crysagon Rache nehmen will.
Auf der Jagd trifft Crysagon das erste Mal auf Bronwyn, die hübsche Pflegetochter des Dorfältesten, die die Schweine hütet. Am nächsten Tag lässt Bors Bronwyn zum kranken Crysagon bringen, die ihm beim Ausbrennen einer Wunde beistehen soll, worauf dieser keinen Laut von sich gibt, und legt ihm einen Moment lang ihre Wange an seine. Kurz darauf trifft der erholte Crysagon im Wald auf Bronwyn, die Kräuter sammelt. Sie erzählt ihm von dem Baumkult, den ihre Leute betreiben. In diesem Baumkult ist die Eiche in einem Hain heilig, da sie glauben der eingeschlagene Blitz verbinde die Eiche mit den Göttern. Einen Mistelzweig, den sie am Arm trägt, symbolisiert den goldenen Zweig, der die heilige Eiche umschließt. Er begehrt sie, will sie überreden mit ihr unter einen Baum zu gehen, lässt jedoch von ihr ab.
Als Crysagon in seinem Turm Gericht hält, bittet ihn der Dorfälteste, seinen Sohn mit Bronwyn verheiraten zu dürfen, da diese schon seit einer Ewigkeit einander versprochen worden sind. Jedoch lässt Draco für Crysagon später den Dorfpriester kommen, um nach dem Ius primae noctis zu fragen, dem Recht auf die erste Nacht. Die Hochzeit wird zuerst christlich gefeiert und danach nach heidnischem Brauch und ohne den Priester in einem Hain. Crysagon fordert sein Recht auf die erste Nacht. Odins gibt zu, dass es früher üblich war, eine Jungfrau für die Fruchtbarkeit der Erde zu geben, und Crysagon als Lehnsherr könnte diese Frau nehmen. Aber es muss nach altem Brauch geschehen, inmitten eines Feuerkreises, nach dem Gesetz der Druiden. Crysagons Männer müssen in voller Rüstung sein und solange aufrecht stehen, bis Odins sie bei Tagesanbruch wieder abholt und sie seinem Sohn als Braut übergibt. Als Crysagon mit dem heidnischen Ritual einverstanden ist, senkt Bronwyn schicksalsergeben den Kopf. Daraufhin wird sie in den Turm gebracht, wo ihr Crysagon seine Liebe gesteht und sie von seiner Macht und Hilflosigkeit beeindruckt ist.
Crysagon lässt sie am nächsten Morgen nicht zu ihrem Ehemann gehen und gibt ihr den Ring seines Vaters. Er bittet sie bei ihm zu bleiben und seine Braut zu werden. Als Draco dies sieht, glaubt er, dass sie seinen Bruder verhext hat und lässt im Auftrag von Crysagon den wartenden Dorfältesten scharf abweisen, als er Bronwyn mitnehmen will. Daraufhin will Marc, der Bräutigam und die übrigen Dorfbewohner die Friesen rufen, damit sie gegen Crysagon kämpfen, indem sie den Kettenanhänger des Häuptlingssohnes überbringen, den sie von Volc, dem Falkner Crysagons erhalten haben. Volc ist nun zu den wütenden Dorfbewohnern übergelaufen.
Crysagon entdeckt jedoch die herangeschlichenen Friesen, die die Zugbrücke zur Burg herunterlassen wollen, und bekämpft sie. Der Häuptling fordert seinen Sohn, den Crysagon als Pagen auf seiner Burg hat, ohne gewusst zu haben, dass dies der Häuptlingssohn ist. Nun schließen sich auch die Dorfbewohner und Volc offen den Friesen gegen Crysagon an. Nachdem der Häuptling seine Forderung ausgerufen hat und mit seinen Männern in den Wald geht, nimmt Draco einen Bogen und erschießt Volc wegen seines Verrats. Während Crysagon sein Schwert schärft, macht Draco ihm Vorwürfe, dass er als Lehnsherr versagt habe und der Vorfall seine Schuld sei. Draco reitet daraufhin zum Herzog, um Verstärkung zu holen. Am nächsten Morgen haben die Friesen einen Rammbock gebaut, der jedoch im letzten Moment am Tor zerstört werden kann. In der folgenden Nacht setzen die Friesen die Zugbrücke in Brand, woraufhin Crysagon den Friesenjungen in den Keller wirft. Crysagon kann mittels Feuer die Friesen vom Sturm auf die Burg abhalten, bis nach überstandenem Kampf die brennende Zugbrücke einstürzt. Er geht in sein Gemach, wo Bronwyn voller Sorge auf ihn wartet. Ein paar Tage später haben die Friesen einen Belagerungsturm gebaut und stürmen den Turm. Plötzlich beschießen Katapulte den Belagerungsturm, da Draco mit Verstärkung zurückgekehrt ist. Die Friesen müssen daraufhin fliehen.
Der Herzog hat Draco die Hälfte des Lösegelds des Friesenjungens versprochen und ihm gleichzeitig das Lehen übertragen, da Draco dem Herzog alles zum Vorfall berichtete und der Herzog Crysagon nun für unfähig hält das Lehen zu schützen. Daraufhin fordert er von Bronwyn den Ring seines Vaters, den sie aber nicht herausgibt. Draco fordert von Crysagon die Gefolgschaft seiner Männer, die sie ihm aber verweigern, und will mit ihm kämpfen, was Crysagon ablehnt. Bei einem Handgemenge sticht Crysagon versehentlich seinen Bruder mit einem Dolch, worauf er taumelnd die Treppe des Turms herunterfällt und dadurch umkommt. Da Crysagon erkennt, was er angerichtet hat und kein weiteres Blutvergießen mehr will, übergibt Crysagon den Friesenjungen seinem Vater, der ihm nun seine Freundschaft anbietet und einen Wunsch erfüllen will. Er ersucht um Asyl für Bronwyn in Friesland und will sich selber dem Herzog unterwerfen, um eventuell das Lehen zurückzubekommen. Marc, der aufgebrachte Ehemann, stürzt sich darauf mit einer Sichel auf Bronwyn, wird jedoch von Bors tödlich verwundet, nachdem Marc Crysagon verletzt hat, als er ihr zu Hilfe eilte. Crysagon schickt Bronwyn zu den Friesen. Bors setzt den schwer verletzten Crysagon aufs Pferd. Hunold soll das Lehen halten, bis Crysagon zurück ist. Dann reiten Crysagon und Bors zum Herzog.

## Hintergrund
- Charlton Heston schrieb in seiner Autobiografie, der Ritter Crysagon de la Crou gehörte zu seinen Lieblingsrollen. Er hätte gern Julie Christie als Filmpartnerin gehabt, was aber vom Studio abgelehnt wurde.
- Im Gegensatz zu vielen anderen Ritterfilmen wird in Die Normannen kommen das Mittelalter nicht glorifiziert, sondern sehr viel authentischer dargestellt.
- Kleidung, Rüstung, Helme und Frisuren der Normannen entsprechen weitgehend den historischen Tatsachen, wie sie z. B. durch den Teppich von Bayeux belegt sind.
- Vom historischen Standpunkt aus kritisch zu sehen ist vor allem der Einsatz eines Rammbocks und Belagerungsturms durch den germanischen Volksstamm der Friesen. Auch für die von den Normannen eingesetzten Katapulte fällt es schwer, historische Belege zu finden.
- Der Film wurde in Kalifornien gedreht, im Colusa County, Malibu und Marysville.

## Kritiken
„Die von martialischen Kampfszenen eingerahmte tragische Liebesgeschichte eines normannischen Lehnsherrn im 11. Jahrhundert, der sich leidenschaftlich in eine Leibeigene vom heidnischen Druidenstamm seines flandrischen Besitztums verliebt und dadurch im Kampf mit den Friesen einen tödlichen Bruderzwist heraufbeschwört. Mit dem üblichen Hollywood-Aufwand als barbarische Heldenfabel inszeniert.“